# セルヴィエール (オート＝アルプ県)
セルヴィエール （Cervières、プロヴァンサル・アルパン語:Cervèira）は、フランス、プロヴァンス＝アルプ＝コート・ダジュール地域圏、オート＝アルプ県のコミューン。

## 地理
グランドザルプ道路上、ブリアンソンから8km離れている。標高2361mのイゾアール峠のふもとであり、ル・ブルジェの標高の低い平原を見下ろしている。村は、ブリアンソネ地方とケイラ地方との境界を示す高い山のふもと、標高1620mのところにある。コミューン内には数か所の観光スポットがある。
- ル・ブルジェ平原 - セルヴェイレット谷の上流にある。高地にあるまれな湿地帯の例である（標高1900m）。道路の建設やセルヴェイレット川支流の再選別が行われる前は、非常に大きな生物学的な豊かさを保っていた。
- シュナイエ山 - 地質学的な関心が寄せられる世界的に有名な山。約155万年前、パンゲア大陸の分離後に形成された古いアルパイン海の痕跡である。この外洋はジュラ紀後期から白亜紀前期の間に開き、以降、ヨーロッパ大陸プレートとアフリカ大陸プレートの間の集中の犠牲となって消滅した。シュナイエ山のオフィオライトはその性質から科学界で議論がされているものである。
- フォン谷 - 全長約10kmの自転車とハイキングのコースがあり、もちろんクロスカントリー・スキーもできる。古いアルパイン海の沈下を証明する、光沢のある片岩でできている。
- ラスロン高原
- コルド湖、ジモン湖、ノワール湖
- セルヴェイレット川
- イゾアール峠

アクセスは、ブリアンソンを出発し、セルヴェイレット渓谷方向へ県道902号線で行く。

## 歴史
セルヴィエールの村は中世最盛期から存在が証明されている。最初に高い位置に村は作られた。おそらく川の洪水のせいである。14世紀から15世紀にかけ、水不足のため住民はセルヴェイレット川に再び接近した。16世紀から残る古い住宅が今もみられる。
14世紀からフランス革命（県が創設される）まで、ブリアンソンとウルクスの周囲に広がる12の集落を集めたエスカルトン共和国（fr、ブリアンソン公領とも）に村は属した。このエスカルトン共和国は、税特権や、フランス王国とピエモンテと向かい合って行政上自治の恩恵を受けていた。
15世紀に建てられたサン・ミシェル教会は、約50m下の住宅を見下ろしていた。付属の石造の角型鐘楼は、アンブラン大聖堂をモデルにした、ロンバルディア様式の代表である。第二次世界大戦前セルヴェイレット川左岸に位置していた村は、1944年8月から9月の間のブリアンソネ解放の戦闘中、ドイツ軍による尾根からの焼夷弾の爆撃で破壊された。木組みの住宅や飼料の備蓄倉庫は火に煽られ、住宅の90％が失われた。
戦後1950年代に、火事から住宅を守る配置で、現在の村が急流の右岸に再建された。住宅は全て分かれていて平面上に平行に建設された。1957年、洪水で30軒あまりの古い住宅が壊れたままだった。現在でも、いくつかの木組みの住宅が川沿いに残っている。1970年代には、標高1850mのル・ブルジェ平原に冬のスキーリゾートを導入することが提案された。これは町全体がスキーリゾート地となっているモンジュネーヴルに接続することを意味したが、当時の首長アンドレ・ガティノーを含む地元当局の圧力のもとで打ち切られた。冬の観光施設のない状態で自然が保存されている、数少ないアルプスの谷である。

## 人口統計
| 1962年 | 1968年 | 1975年 | 1982年 | 1990年 | 1999年 | 2004年 | 2013年 |
| ------ | ------ | ------ | ------ | ------ | ------ | ------ | ------ |
| 151    | 111    | 96     | 105    | 120    | 129    | 128    | 179    |

参照元:1962年から1999年までは複数コミューンに住所登録をする者の重複分を除いたもの。それ以降は当該コミューンの人口統計によるもの。1999年までEHESS/Cassini、2006年以降INSEE。

## 史跡
- サン・ミシェル教会 - 15世紀。
- サン・ミシェル・エ・サン・マメス教会 - 19世紀。教区教会
- 高山性ツンドラ地帯の礼拝堂 - ブルジェにある。
- 18世紀の住宅
- 防衛設備 - セルヴェイレット川谷はブリアンソネの広大な防衛システムの一部であり、17世紀後半から1930年代にかけ開発された。
- テール・ルージュまたはゴンドラン軍事索道
- ナポレオン山荘 - 1858年建設。イゾアール峠到着少し手前にある。

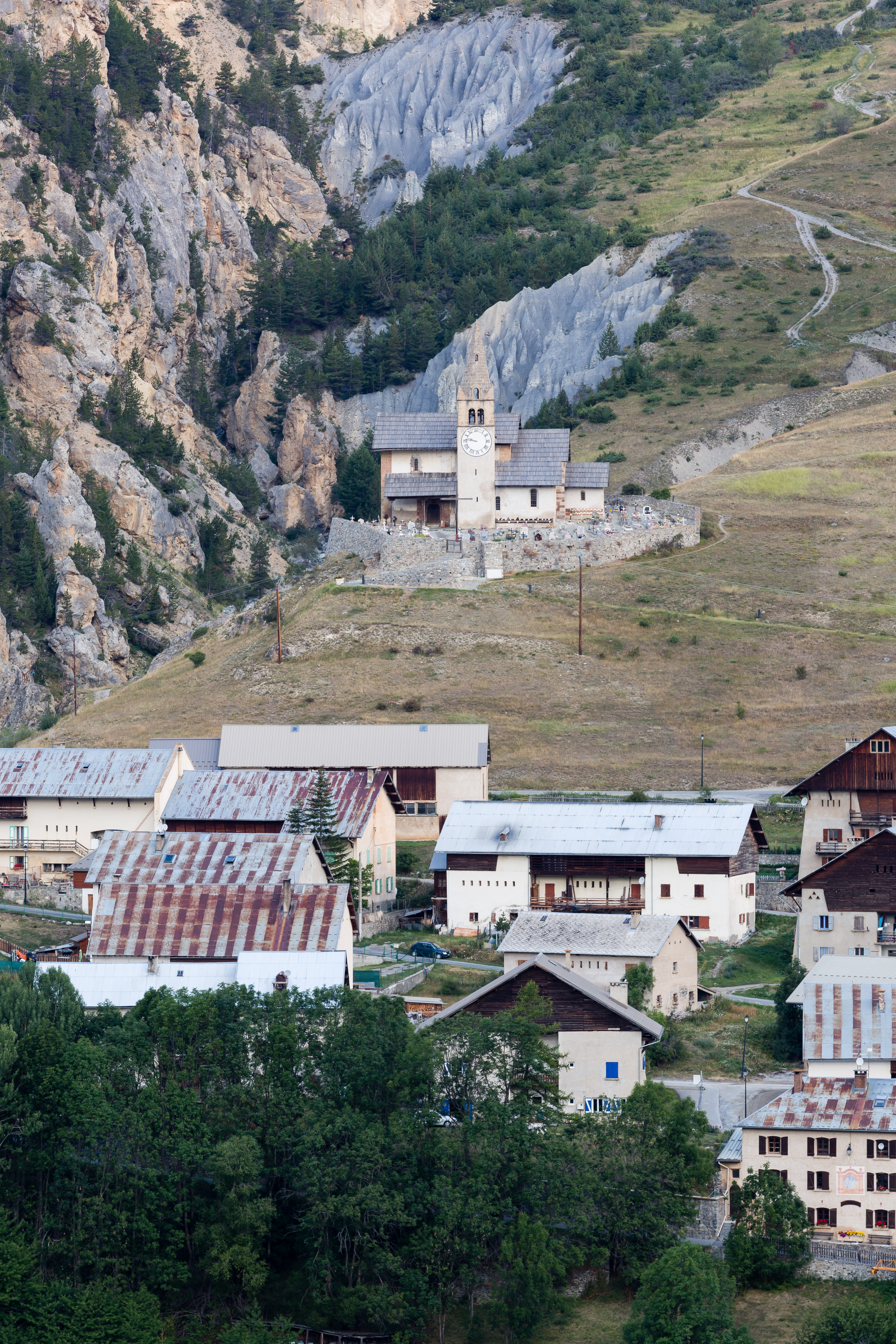
村を見下ろすサン・ミシェル教会
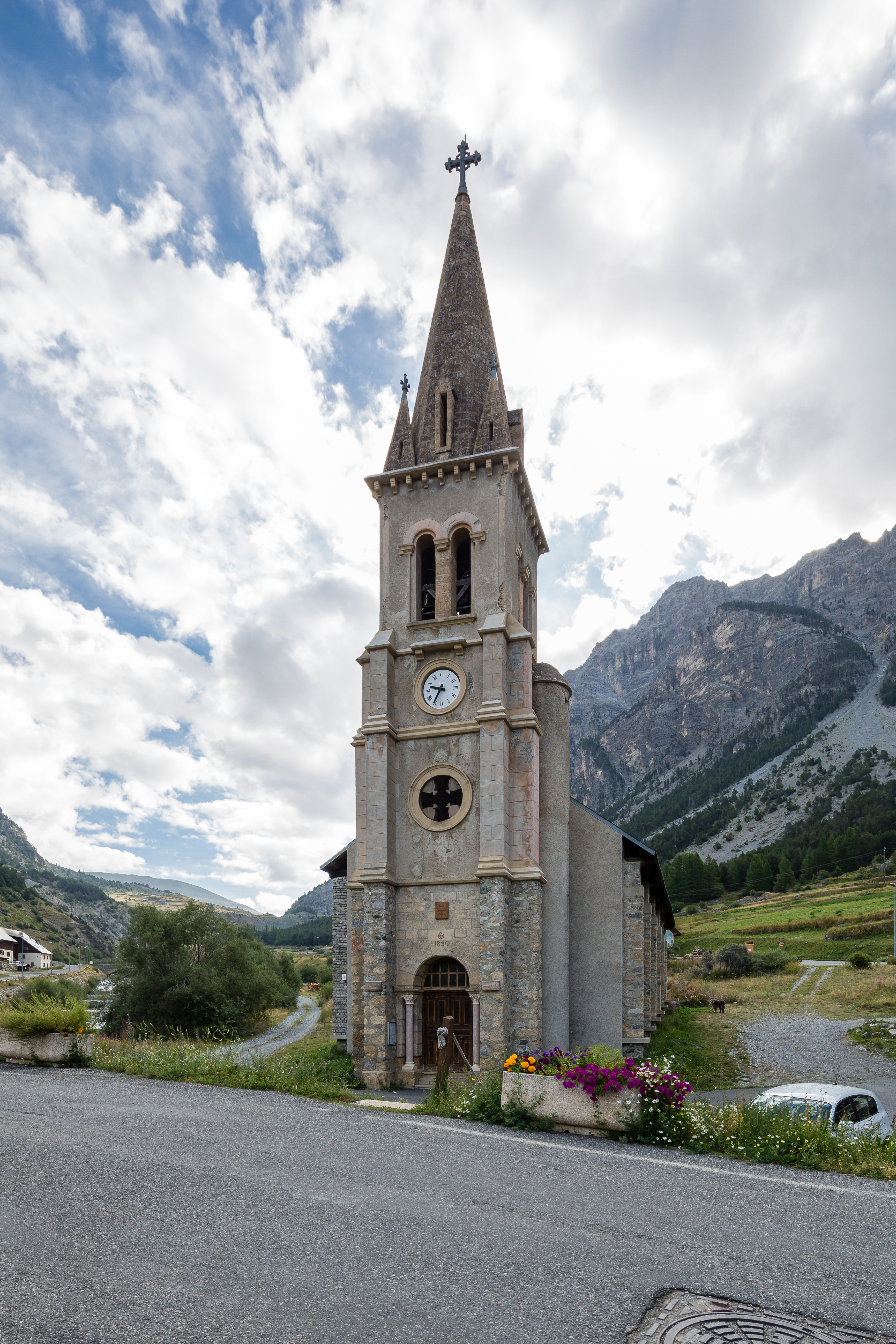
サン・ミシェル・エ・サン・マメス教会
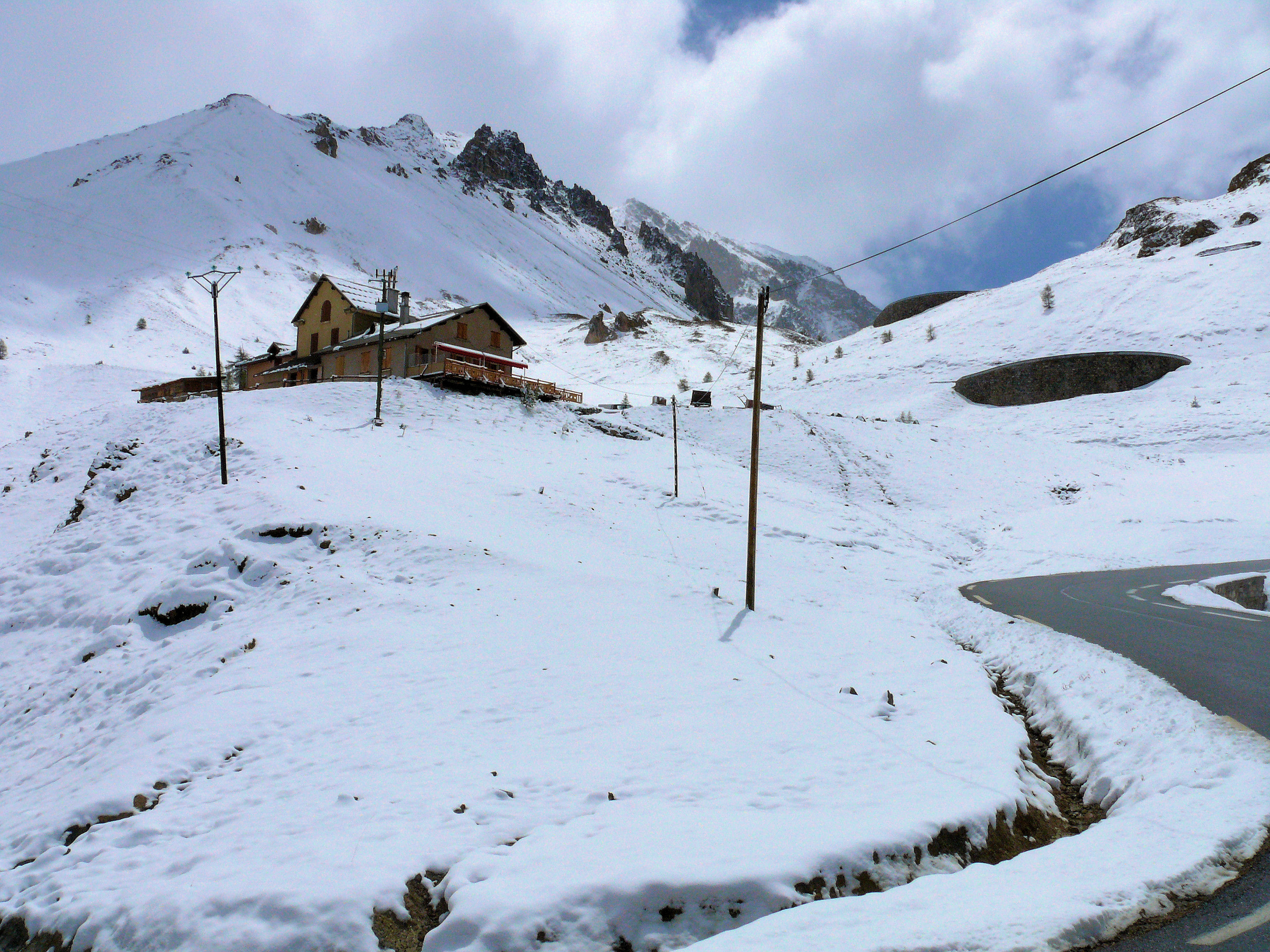
ナポレオン山荘